# Arboridia vinealis
Arboridia vinealis är en insektsart som först beskrevs av M. Firoz Ahmed 1970.  Arboridia vinealis ingår i släktet Arboridia och familjen dvärgstritar. Inga underarter finns listade i Catalogue of Life.